# Metro Hearts
"Metro Hearts"— es el mixtape debut del cantante y actor estadounidense Leon Thomas III, fue publicado el 1 de agosto de 2012 por el sello de Rostrum Records. Musicalmente Metro Hearts es un mixtape Pop y R&B.

## Antecedentes
Thomas lanzó su mixtape debut titulado Metro Hearts el 1 de agosto de 2012.  La canción "Take Care", que canta con su coestrella de  Victorious Ariana Grande. La canción se lleva a cabo originalmente por Rihanna y Drake. La tercera canción, "Forever", cuenta con muestras de la canción "Ms. Jackson" de Outkast y la película de 2004 The Notebook.

## Lista de canciones
| N.º   | Título                                | Escritor(es)                                                                          | Productor(es) | Duración |  |
| 1.    | «Take Care» (featuring Ariana Grande) | Aubrey Graham, Noah Shebib, Anthony Palman, James Smith, Brook Benton                 | Jamie xx, 40  | 4:33     |  |
| 2.    | «Bad»                                 |                                                                                       |               | 2:30     |  |
| 3.    | «Forever»                             | Leon Thomas III, André Benjamin, Antwan Patton, David Sheats, Jan Sardi, Jeremy Leven |               | 3:05     |  |
| 4.    | «Moving On»                           |                                                                                       |               | 3:36     |  |
| 5.    | «Vibe»                                |                                                                                       |               | 1:39     |  |
| 6.    | «Like Clay»                           |                                                                                       |               | 4:35     |  |
| 7.    | «Never Look Back»                     |                                                                                       |               | 3:34     |  |
| 8.    | «24-7»                                |                                                                                       |               | 3:54     |  |
| 25:26 |                                       |                                                                                       |               |          |  |